# 臺南都會區北外環道路
臺南都會區北外環道路（亦稱鹽水溪環河快速道路、臺南環河快速道路）是「臺南生活圈道路系統建設計畫」興建的快速道路，全長14公里，行政區行徑新化區西端、新市區南側、永康區北側、安南區南側、永康區最西端與北區北側，為臺南市連結市區至南科的重要幹道之一。目前興建計畫共分四期，第一期已於2015年2月17日通車，第三期已於2022年5月完工、10月18日通車，第二期於2022年6月30日開工。
這條由南科沿鹽水溪堤防道路接往六甲頂往西至大港觀海橋，預計動支154.8億元預算闢建的高架快速道路，全長14公里，已獲得中央的支持。預估全線完成後，將成為臺南市第四條東西向快速主幹道，相較於國道八號更貼近市區，從台17線至南科只需12分鐘。為臺南環線重要的一環。

## 計畫緣起
南部科學園區臺南園區引進大量就業人口，亦使其平面聯外道路與國道八號上下班尖峰時段嚴重壅塞，通勤汽機車開始利用鹽水溪北岸的防汛道路往來，但遭經濟部水利署第六河川局（今經濟部水利署第六河川分署）設路障禁止通行，後臺南市政府與河川局達成協議由市府接手防汛道路，提高標準後命名府安路（府安堤頂道路），於2008年2月通車。
然而防汛道路僅雙向各一線道，仍無法負荷通勤車潮，後臺南市政府興辦「臺南都會區北外環道路」工程，全線完工時預計可導引臺南市區車流由此高架路廊進出南部科學園區，可有效分散國道八號、台1線、台19線、台17線等要道之交通車流，提升南科與臺南都會核心區的交通便利性。
北外環道路規劃西起大港觀海橋，東至高鐵橋下道路（可通往台39線起點）。建構國道8號與台39線及台86線形成臺南都會區之快速道路外環系統：台86線為東西向快速道路，西起台17線，東至國道3號；台39線為南北向省道，北起台20線，南至台28線。本案臺南都會區北外環道路定位為東西向快速道路，與台86線、台39線環繞臺南都會區，形成外環道路系統，可提供都會區快速運輸車流需求，以利都會區的發展。

## 交流道
- 目前設計共10處交流道（包括始終點），及1處平面交叉路口[5]。
- 道路里程為規劃里程，依實際標示為主

| 台南都會區北外環道路路線設施里程一覽表 |      |                    |                                         |                                         |            |                               |                                                                 |                                                           |
| 標誌                                   | 里程 | 名稱               | 順樁預告                                | 逆樁預告                                | 形式       | 通車日                        | 銜接道路 →聯絡地區                                              |                                                           |
|                                        | 0    | 觀海橋端           |                                         |                                         | 直接式     | 設計中                        | 13台17線（安明路、中華北路） · →北區、安南區                    | 13台17線（安明路、中華北路） · →北區、安南區              |
|                                        | 1    | 海安路             |                                         |                                         | 匝道       | 設計中                        | 171海安路 · →北區                                               | 171海安路 · →北區                                         |
|                                        | 2    | 中華路             |                                         |                                         | 匝道       | 施工中 預計2026年完工         | 中華路⇒23台19線（安和路、中央路） · →北區、安南區、永康區       | 中華路⇒23台19線（安和路、中央路） · →北區、安南區、永康區 |
|                                        | 3    | 怡安路             |                                         |                                         | 半套鑽石型 | 施工中 預計2026年完工         | 14怡安路、正南六街 · →安南區                                    | 14怡安路、正南六街 · →安南區                              |
|                                        | 4    | 台江大道           |                                         |                                         | 半套鑽石型 | 已完工 待第二期完工後一併通車 | 12台江大道 · →安南區                                            | 12台江大道 · →安南區                                      |
| 出口                                   | 5    | 長和路             | （僅西出東入） 快速道路通車起點         | 永安路 長和路 台江大道 快速道路通車終點 | 半套鑽石型 | 2022年10月18日                | 長和路、永安路 →安南區和順、永康區                              |                                                           |
|                                        | 6    | 大洲               |                                         |                                         | 半套Y型    | 預計2026年完工                | 中山高速公路                                                    | 中山高速公路                                              |
| 出口                                   | 7    | 樹谷               | 樹谷園區 大洲                           | （僅東出西入）                          | 半套鑽石型 | 2022年10月18日                | 北外環平面道路、樹谷聯絡道⇒樹谷大道 →新市區大洲、安定區         |                                                           |
| 此處有交通號誌                         | 9    | 南科聯絡道平交路口 | 新市 台南科學工業園區 永康 快速道路終點 | 安南 永康 台南科學工業園區 快速道路起點 | 平交路口   | 2015年2月17日                 | 南科聯絡道、新港社大道⇒台南支線 · →永康區、新市區、台南科學園區 |                                                           |
| 出口                                   | 10   | 永康               | 永康區                                  | （僅東出西入）                          | 半套鑽石型 | 2015年2月17日                 | 側車道⇒台1線（中正北路） · →永康區、新市區、台南科學園區        |                                                           |
| － 跨越縱貫線南段、台1線               |      |                    |                                         |                                         |            |                               |                                                                 |                                                           |
|                                        | 14   | 高鐵橋下端         | 新市 歸仁 沙崙站 道路終點               | 道路起點                                | 直接式     | 2015年2月17日                 | 高鐵橋下道路⇒台39線、南144線 · →新市區、新化區、歸仁區          |                                                           |
|                                        |      |                    |                                         |                                         |            |                               |                                                                 |                                                           |

## 路段
由東至西分為第一、三、二、四期闢建。

### 新化延伸線至新市段（第一期）
第一期工程自高鐵橋下道路，沿鹽水溪北堤岸往西南延伸，跨越臺鐵縱貫線、台1線至南科聯絡道。路線長1.82公里、標準路寬31公尺(主線)，高架陸橋850公尺、並於台1線設置平面聯絡道，縱貫線以東設有平行主線之高架側車道，已於2015年2月17日通車。
地理位置為平行國道8號南方300公尺之東西向高架道路。
因應銜接第三期工程，部份機車道改線，顧及行車安全，撤除高架橋快慢車道之軟性分隔桿，改以標線分隔，門型架加掛北外環快車道禁行機車藍色路牌，目前新化端經新市南科聯絡道至永康北邊寮設有慢車道。

### 新市至台江大道段（第三期）
接著原本要執行「大洲堤防段＝太平橋」約12公里，用地加工程費近達96億元。因此決定先施作「大洲堤防段＝2等7號道路」，約4.8公里。經費費46億餘元，中央補助期程為2015至2018年，第三期東段2.682公里於2018年3月17日開工，已於2021年11月8日完工，第三期西段2.145公里於2018年9月30日開工，已於2022年5月完工，2022年10月18日通車。
第三期工程，路權寬度約23~56公尺。已施作跨中山高與大洲排水線之高架橋，以及南科連絡道之匝道橋，以利銜接第一期路段。
第三期路段與中山高速公路有立體交叉，但未設交流道。2017年時任臺南市代理市長李孟諺表示已積極向行政院及內政部爭取該交流道及北外環道路周邊的其他道路建設的經費，2019年7月2日由副市長許育典、工務局長蘇金安、交通局長王銘德向交通部提案申請，交通部當場核定通過此計畫，預計興建經費17.99億元、新闢道路長度3.27公里，預計2026年完工。

### 台江大道至溪頂寮大橋段（第二期）
第二期計畫自溪頂寮大橋（太平橋）南岸的六甲頂設置連結中華路匝道：沿鹽水溪南畔、向東跨越鹽水溪至北岸、並與第三期路段銜接。經費42.82億元，工程長約3.9公里，由內政部國土管理署辦理規劃設計，中央補助經費，已於2022年2月23日決標，並於2022年6月30日開工。

### 溪頂寮大橋至大港觀海橋段（第四期）
原臺南縣政府曾提議以堤防與高架道路共構之方式，從永安橋往西南方向至台19線太平橋前以高架方式跨越並銜接至臺南市之鹽水溪南岸堤岸道路，平行中華北路往西至四草大橋止，未來可銜接西濱快速公路。。
臺南市政府規劃六甲頂至安平四草大道的第四期工程，全長9公里。路線為四草大橋南岸走王城路、洲平路路廊，並設置王城路匝道，四草大橋至大港觀海橋之平面道路，市政府另列計劃變更為高架道路，在2018年11月29日函送計畫書到中央爭取核列專案計畫經費，國家發展委員會預定在2019年3月19日召開第一次審查檢討會議。2020年9月14日工務局公告之北外環道路簡報中，大港觀海橋以西路段另命名為安平歷史園區聯絡道路。
第四期經費55.4億元，長約3.9公里，目前已正在進行硬體設計中。

## 施工進度
第2期工程已經開工，北側府安堤頂道路，近溪頂寮大橋南側河堤道路，均已架設圍離，高架橋施做中。
興建快速道路高架橋，平面道路增設自行車道與人行道。
- 行政院公共工程委員會更新至2025年1月底

| 工程期數   | 預定 通車年份 | 預定 通車月份 | 工程名稱                         | 工程地區                                                                           | 目前進度 | 備註 |
| ---------- | ------------- | ------------- | -------------------------------- | ---------------------------------------------------------------------------------- | -------- | --- |
| 第一期工程 | 2015年        | 2月           | 台南都會區北外環道快速道路第一期 | 新化延伸線至國道八號南科連絡道                                                     | 100%     | 已完工通車 |
| 第三期工程 | 2022年        | 10月          | 台南都會區北外環道快速道路第三期 | 國道八號南科連絡道至安南區台江大道(只有安南區長和路至安南區台江大道已完工，未通車) | 100%     | 已完工通車 |
| 第二期工程 | 2027年        | 10月          | 台南都會區北外環道快速道路第二期 | 安南區台江大道至台19線溪頂寮大橋                                                   | 43.86%   | 施工中(預計完工期程：東段標2026年九月、西段標2027年五月。)                                                                    |
| 第四期工程 | 2030年        | 12月          | 台南都會區北外環道快速道路第四期 | 台19線溪頂寮大橋至台17線大港觀海橋                                                 | 0.00%    | 國土管理署辦理細部設計中 (預計：2025年七月啟動用地取得作業，2025年底上網招標，2026年四月決標，2026年七月開工，2030年年底完工) |

- 行政院公共工程委員會更新至2025年4月底。

| 執行單位                                   | 工程名稱                                                                       | 預計完工 日期 | 實際進度 （％）                | 備註                                                                                         |
| ------------------------------------------ | ------------------------------------------------------------------------------ | ------------- | ------------------------------ | -------------------------------------------------------------------------------------------- |
| 內政部國土管理署南區都市基礎工程分署       | 臺南都會區北外環銜接樹谷園區聯絡道工程                                         | 2026/03/09    | 截至114年7月底實際進度：81.14% |                                                                                              |
| 內政部國土管理署南區都市基礎工程分署       | 臺南都會區北外環道路第2期新建工程（西工區）                                    | 2027/05/31    | 截至114年7月底實際進度：55.09% |                                                                                              |
| 內政部國土管理署南區都市基礎工程分署       | 臺南都會區北外環道路第2期新建工程及鹽水溪永安橋至太平橋堤段整體改善工程2項合併 | 2026/09/24    | 截至114年7月底實際進度：67.37% |                                                                                              |
| 交通部高速公路局第二新建工程分局第三工務所 | 國道1號北外環交流道工程                                                        | 2026/12/06    | 截至114年7月底實際進度：60.85% | 本工程已於112年9月16日開工，截至114年6月30日止，工程預定進度44.74%，實際60.18%，超前15.44%。 |

### 預定時程與進度
| 路線\進度                           | 可行性研究 | 可行性研究 | 可行性研究     | 可行性研究     | 可行性研究     | 綜合規劃 | 綜合規劃 | 綜合規劃       | 綜合規劃       | 綜合規劃       | 綜合規劃       | 設計        | 設計        | 招標  | 招標  | 執行  | 執行  | 執行  | 執行  | 預 計 完 工 | 備註 \| █ 已完成或核定 █ 進行中 █ 預定啟動 \| |
| 路線\進度                           | 啟 動      | 送 審      | 交 通 部 核 定 | 國 發 會 核 定 | 行 政 院 核 定 | 啟 動    | 環 評    | 環 保 署 核 定 | 交 通 部 核 定 | 國 發 會 核 定 | 行 政 院 核 定 | 設 計 完 成 | 審 議 完 成 | 公 示 | 決 標 | 施 工 | 完 工 | 履 勘 | 通 車 | 預 計 完 工 | 備註 \| █ 已完成或核定 █ 進行中 █ 預定啟動 \| |
| ----------------------------------- | ---------- | ---------- | -------------- | -------------- | -------------- | -------- | -------- | -------------- | -------------- | -------------- | -------------- | ----------- | ----------- | ----- | ----- | ----- | ----- | ----- | ----- | ----------- | --------------------------------------------- |
| 台南都會區北外環道快速道路第二期    |            |            |                |                |                |          |          |                |                |                |                |             |             |       |       |       |       |       |       | 2027年年中  | 施工中                                        |
| 北外環快速道路跨越國道1號增設交流道 |            |            |                |                |                |          |          |                |                |                |                |             |             |       |       |       |       |       |       | 2026年12月  | 施工中                                        |
| 台南都會區北外環道快速道路第四期    |            |            |                |                |                |          |          |                |                |                |                |             |             |       |       |       |       |       |       |             |                                               |
| █ 已完成或核定 █ 進行中 █ 預定啟動  |            |            |                |                |                |          |          |                |                |                |                |             |             |       |       |       |       |       |       |             |                                               |

## 相關工程
- 臺南都會區高架高速公路：都市計畫部分須考量最近發布或進行中之都市計劃通盤檢討結果；重大交通建設聯結部分則需考量南科聯絡道延伸工程、太平橋改建計畫及國道中山高速公路臺南都會區高架工程等興建計畫[4]。
- 高鐵橋下道路新化延伸線：路長2.3公里，路寬四十二米，銜接本生活圈道路，可縮減臺南科學園區與高鐵臺南站的車程，於2017年7月20日通車。[11]
- 南科聯絡道新設立體交叉高架道路銜接新港社大道：臺南市政府工務局規劃新港社大道路口轉向工程，用路人可利用南科聯絡道連接新港社大道至南科南路，中途無號誌管制，預計在2022年底完成。[12]
- 樹谷聯絡道：起於樹谷大道與南134區道交叉處，沿南135區道與本道路銜接。
- 台江大道東延：2-7號道路計畫銜接本道路，起自台19線、長1.5公里、優先開闢20公尺寬道路[13]，已於2016年5月23日通車。
- 永康創意設計園區北側聯外道路康橋大道往北以高架道路跨越台1線與鹽水溪，連結北外環道路第二期。

## 外部連結
- 北外環道路第2~3期細部設計[永久]
- 北外環道路延伸至四草大橋
- 北外環道路三期2015年施工
- 台南都會區北外環第三期新建工程國道增設交流道銜接三期工程可行性研商[永久]